# Crufts
Crufts ist eine jährlich im März stattfindende Hundeschau im National Exhibition Centre (NEC) in Birmingham, Großbritannien. Sie gilt als die größte Hundeausstellung weltweit. Crufts besteht aus mehreren Veranstaltungen, die gleichzeitig durchgeführt werden. Die bedeutendste ist die Zuchtschau. Hier ausgezeichnet zu werden gilt als höchste Auszeichnung für den Züchter und den Hund.

## Geschichte

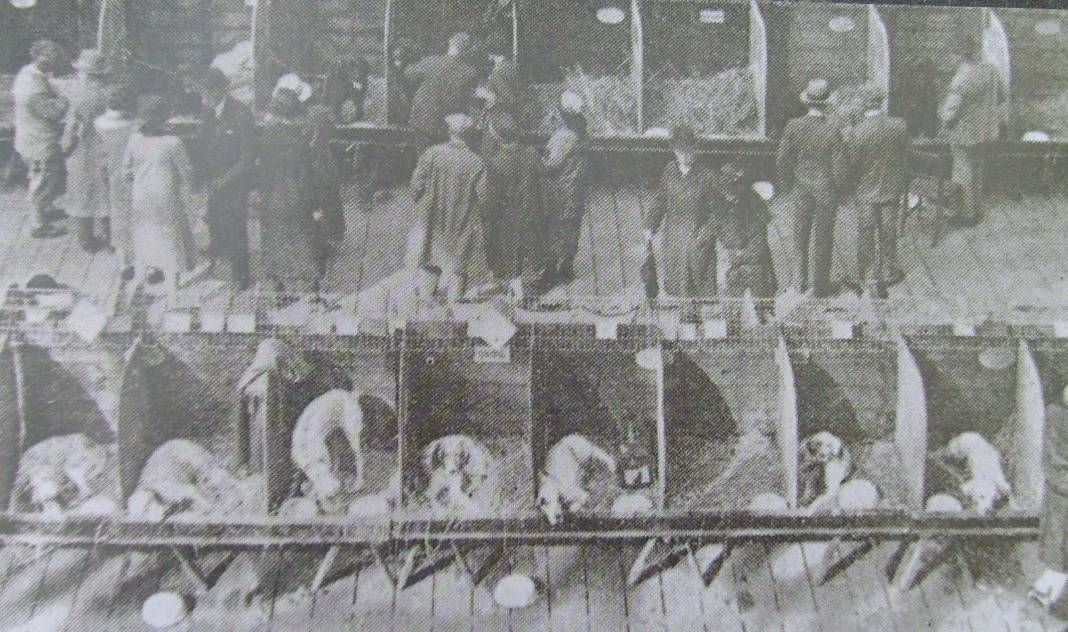
Die Hundeshow Crufts im Jahre 1891 war für alle Rassen offen

Die Crufts ist nach ihrem Gründer Charles Cruft benannt. Die erste Veranstaltung fand 1886 noch unter dem Namen „First Great Terrier Show“ statt. Ab 1891 lief sie erstmals unter dem heutigen Namen Crufts: „Cruft's Greatest Dog Show“. Hier wurden zum ersten Mal alle bekannten Rassehunde eingeladen. Die Ausstellung gewann schnell an Beliebtheit: 1886 waren es 600 Teilnehmer, 1891 schon über 2.000. Bei der Jubiläumsschau 1936 zählten die Veranstalter 10.650 Einträge.
Nur die Teilnehmer, die sich im Vorfeld für die Crufts qualifiziert haben, dürfen an der Show teilnehmen.
Nach dem Tod von Charles Cruft fand die Ausstellung 1948 erstmals unter der Schirmherrschaft des Kennel Club statt und wurde in der Ausstellungshalle Olympia in London durchgeführt. Wegen der weiter wachsenden Zahl an Anmeldungen wurde sie 1979 in das Earls Court Exhibition Centre verlegt. Seit 1991 wird sie im National Exhibition Centre in Birmingham durchgeführt und dauert nun 4 Tage. Bei der Crufts 2007, die vom 8. bis 11. März stattfand, wurden 140.000 Besucher erwartet.
2009 beendete die British Broadcasting Corporation (BBC) infolge der im Dokumentarfilm Pedigree Dogs Exposed dargestellten Missstände in der Hundezucht nach 42 Jahren ihre Zusammenarbeit mit Crufts.
2012 wurden unabhängige tierärztliche Kontrollen für die Best of Breed (BOB) von 15 Rassen eingeführt, die sicherstellen sollten, dass keine Tiere mit übertriebenen Merkmalen als BOB ausgezeichnet würden. Sechs von den Richtern als Rassebeste ausgewählte Hunde bestanden den Test nicht, und für die entsprechenden Rassen (Englische Bulldogge, Pekingese, Clumber Spaniel, Mastiff, Mastino Napoletano und Basset Hound) wurde kein BOB vergeben.
2016 feierte die Crufts ihr 125-jähriges Jubiläum.